# 8809 Roversimonaco
8809 Roversimonaco è un asteroide della fascia principale. Scoperto nel 1981, presenta un'orbita caratterizzata da un semiasse maggiore pari a 2,7803794 UA e da un'eccentricità di 0,2835019, inclinata di 10,67420° rispetto all'eclittica.